# Ládbesenyő
Ládbesenyő ist eine ungarische Gemeinde im Kreis Edelény im Komitat Borsod-Abaúj-Zemplén.

## Geografische Lage
Ládbesenyő liegt in Nordungarn, 27 Kilometer nördlich des Komitatssitzes Miskolc und 7 Kilometer nordöstlich der Kreisstadt Edelény an dem Fluss Besenyői-patak. Nachbargemeinden sind Abod, Lak, Balajt und Szendrőlád.

## Geschichte
Im Jahr 1913 gab es in der damaligen Kleingemeinde 89 Häuser und 463 Einwohner auf einer Fläche von 1807 Katastraljochen. Sie gehörte zu dieser Zeit zum Bezirk Edelény im Komitat Borsod.

## Sehenswürdigkeiten
- Reformierte Kirche
- Römisch-katholische Kirche Szent András apostol

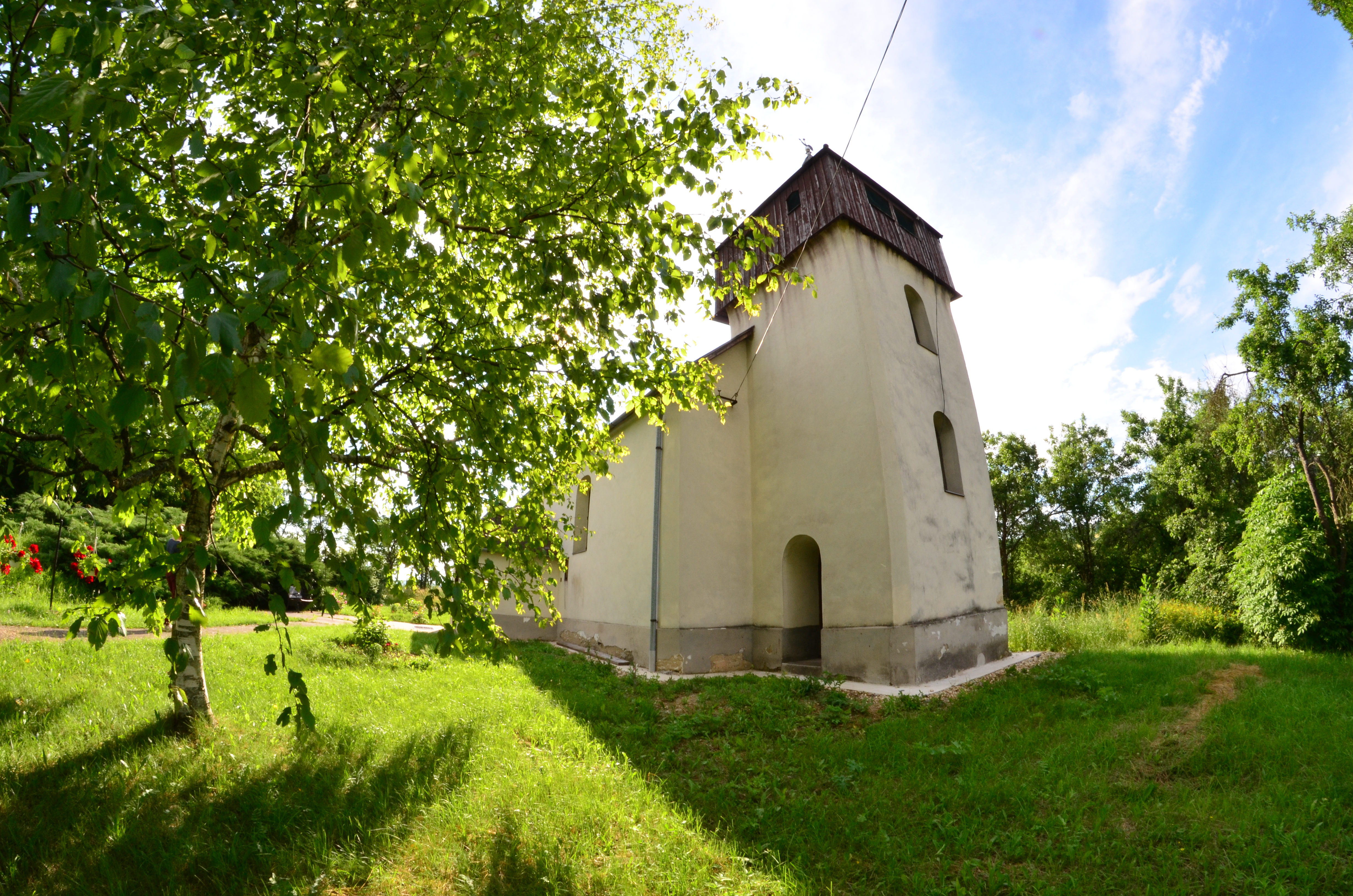
Reformierte Kirche